# Dipartimento di Rawson (Chubut)
Rawson è un dipartimento argentino, situato nella parte orientale della provincia del Chubut, con capoluogo Rawson, che è anche la capitale della provincia.

## Geografia fisica
Esso confina a nord con il dipartimento di Biedma, a est e a sud-est con l'oceano Atlantico, a ovest con il dipartimento di Gaiman.
Il dipartimento fa parte della comarca di Virch-Valdes.

## Società

### Evoluzione demografica
Secondo il censimento del 2010, su un territorio di 3.922 km², la popolazione ammontava a 131.313 abitanti, con un aumento demografico del 13,4% rispetto al censimento del 2001.
Abitanti censiti

## Amministrazione
Nel 2001 il dipartimento comprendeva:
- 2 comuni (municipios) di prima categoria: Rawson e Trelew.